# بلوك بوت
بلوك بوت هو حزب سياسي إقليمي في كيبيك ، كندا ، مكرس لإنهاء حظر القنب . خاض أربعة انتخابات إقليمية لكن فشل في الفوز بأي مقعد في الجمعية الوطنية في كيبيك . تم إطلاق الحزب في عام 1997 من قبل مارك بوريس سان موريس كوسيلة لدفع التغيير السياسي لقوانين الماريجوانا. والذي إطلق أيضا ئارعا اتحاديا؛ حزب الماريجوانا في كندا .

## قادة بلوك بوت
- هوغو سانت أونج  [لغات أخرى]‏ (2002-)
- ألكساندر نيرون (بالإنابة ، 2001-2002)
- بيير أوديت (2000-2001)
- مارك بوريس سانت موريس (1998-2000)

## نتائج الانتخابات
| الانتخابات العامة | عدد المرشحين | عدد المرشحين المُنتَخَبين | ٪ من الأصوات الشعبية |
| 1998              | 24           | 0                      | 0.31٪                |
| 2003              | 56           | 0                      | 0.60٪                |
| 2007              | 9            | 0                      | 0.04٪                |
| 2008              | 0            | 0                      | 0.00٪                |
| 2012              | 2            | 0                      | 0.01٪                |
| 2014              | 14           | 0                      | 0.02٪                |
| 2018              | 29           | 0                      | 0.12٪                |

## روابط خارجية
- الموقع الرسمي
- معلومات تاريخية للجمعية الوطنية
- La Politique québécoise sur le Web